# Onthophagus monticupreus
Onthophagus monticupreus är en skalbaggsart som beskrevs av Jan Krikken och Huijbregts 2009. Onthophagus monticupreus ingår i släktet Onthophagus och familjen bladhorningar. Inga underarter finns listade i Catalogue of Life.